# Xã Reine, Quận Roseau, Minnesota
Xã Reine (tiếng Anh: Reine Township) là một xã thuộc quận Roseau, tiểu bang Minnesota, Hoa Kỳ. Năm 2010, dân số của xã này là 94 người.